# Kenji Yonekura
Kenji Yonekura (米倉 健司 Yonekura Kenji?, Nōgata, Fukuoka; 25 de mayo de 1934-20 de abril de 2023) fue un boxeador de Japón que compitió en los Juegos Olímpicos y dos veces retador al título mundial.

## Carrera

### Aficionado
Sus inicios fueron en la Itazuke Air Base contra miembros de las Fuerzas Armadas de los Estados Unidos. En 1956 es campeón peso paja de la All-Japan Amateur Boxing Championships, y en ese mismo año participa en los Juegos Olímpicos de Melbourne 1956 cuando era estudiante de la Universidad de Meiji. Venció por puntos a Phachon Muangson de Tailandia en la segunda ronda pero sería eliminado en los cuartos de final por René Libeer de Francia.
También participaría en los Seattle Golden Gloves y su récord como boxeador aficionado fue de 71-7 con 19 KO antes de ser profesional.

### Profesional
Su debut como profesional se da en junio de 1958 ante el campeón japonés de peso mosca Sadao Yaoita, pelea que le da los premios de Pelea Japonesa del Año y el Premio Técnico en ese año. En enero de 1959 gana el título vacante de campeón peso mosca de Japón.
Tuvo su primera pelea por un título mundial en peso mosca ante Pascual Pérez de Argentina en agosto de 1959, la cual terminó con victoria para el argentino por decisión unánime luego de que Yonekura cayera a la lona en el segundo asalto ante 9,000 espectadores en el Tokyo Metropolitan Gymnasium, y que tuvo un rating de televisión de 88.0%. Posteriormente Yonekura fue portada de varias publicaciones incluso no relacionadas con el boxeo como Boxing Gazette, Puroresu & Boxing, y Weekly Sports: Fight, así como de las revistas Weekly Shōnen Magazine, Weekly Yomiuri Sports, Weekly Sankei Sports, y Olympic Gahō, y pasó a ser considerado superestrella.
Yonekura subió de peso para ganar el título de peso paja de la OPBF en enero de 1960. Perdería ante José Becerra Covarrubias de México por decisión dividida ante 17,000 espectadores en el Korakuen Baseball Stadium. De 1960 a 1961 hizo una expedición por México y peleó cuatro veces en Tijuana y México DF, pero todas las peleas las perdió. Luego de defender el título de la OPBF cuatro veces, pierde por puntos en su quinta defensa en octubre de 1962 y se retiró.

## Tras el retiro
Al retirarse funda la Yonekura Boxing Gym en Tokio en 1963, donde fungió como presidente, promotor, mánager y entrenador. También fue presidente de la Japan Pro Boxing Association (JPBA) de 1986 a 1989. En el Yonekura Boxing Gym han surgido más de 15 campeones mundiales cono Kuniaki Shibata, Guts Ishimatsu, Shigeo Nakajima, Hideyuki Ohashi y Hiroshi Kawashima. El gimnasio ha sido sede del programa de televisión Excite Boxing transmitido por TV Asahi en sky-A sports+ etc. En marzo de 1995 Yonekura recibió el premio Distinguished Service Award in Sports del entonces Ministro de Educación, Kaoru Yosano.